# Mahakam
Der Mahakam ist der längste Fluss der indonesischen Provinz Kalimantan Timur in Ost-Borneo. Er erreicht eine Länge von 940 Kilometer, von denen 523 Kilometer schiffbar sind und mündet nahe der Stadt Samarinda in die Straße von Makassar. Besonders die in einer geologischen Vertiefung liegende mittlere Mahakam-Region mit einer Fläche von etwa 8100 Quadratkilometern gilt als besonders reich an verschiedenen Tierarten. Hier liegen etwa dreißig kleinere Seen und die drei großen Seen Jempang, Melingtang und Semayang. Größere Nebenflüsse sind Belayan, Kedang Kepala und Kedang Rantau.
Ein Boot mit 44 Holzarbeitern sank im April 2013 auf dem Fluss, nachdem es von einer großen Welle getroffen worden war. Fünf Personen wurden zwei Tage danach noch vermisst.